# Saint-Paul-d'Izeaux
Saint-Paul-d'Izeaux é uma comuna francesa na região administrativa de Auvérnia-Ródano-Alpes, no departamento de Isère. Estende-se por uma área de 7,63 km². Em 2010 a comuna tinha 299 habitantes (densidade: 39,2 hab./km²).